# Krościenko nad Dunajcem
Pour la gmina, voir Krościenko nad Dunajcem (gmina).
Krościenko nad Dunajcem est une localité polonaise, siège de la gmina de Krościenko nad Dunajcem, située dans le powiat de Nowy Targ en voïvodie de Petite-Pologne.